# Oscar Cantú

Wappen von Oscar Cantú als Bischof von San Jose in California

Wappen von Oscar Cantú als Bischof von Las Cruces

Oscar Cantú (* 5. Dezember 1966 in Houston, USA) ist ein US-amerikanischer Geistlicher und römisch-katholischer Bischof von San Jose in California.

## Leben
Oscar Cantú wurde am 6. November 1993 durch den Weihbischof in Galveston-Houston, James Anthony Tamayo, zum Diakon geweiht. Er empfing am 21. Mai 1994 durch den Erzbischof von Galveston-Houston, Joseph Anthony Fiorenza, das Sakrament der Priesterweihe.
Am 10. April 2008 ernannte ihn der Papst Benedikt XVI. zum Titularbischof von Dardanus und zum Weihbischof in San Antonio. Der Erzbischof von San Antonio, José Horacio Gómez, spendete ihm am 2. Juni desselben Jahres die Bischofsweihe; Mitkonsekratoren waren der Weihbischof in Galveston-Houston, Joe Steve Vásquez, und der emeritierte Erzbischof von Galveston-Houston, Joseph Anthony Fiorenza. Von 26. Mai bis 14. Oktober 2010 war Oscar Cantú zudem Apostolischer Administrator von San Antonio.
Am 10. Januar 2013 ernannte ihn Benedikt XVI. zum Bischof von Las Cruces; am 24. Februar desselben Jahres wurde er in das Amt eingeführt. Papst Franziskus ernannte ihn am 11. Juli 2018 zum Koadjutorbischof von San Jose in California.
Mit dem Rücktritt Patrick Joseph McGraths am 1. Mai 2019 folgte er diesem als Bischof von San Jose in California nach.
Cantú ist ein Kritiker des US-Präsidenten Donald Trump: „Trump hat die Gewohnheit, abscheuliche Dinge zu sagen, weil sie Applaus bringen, ohne über Konsequenzen oder Details nachzudenken.“